# Tào Mạt (nước Lỗ)
Tào Mạt là viên tướng nước Lỗ thời Xuân Thu, người được xem là một trong những thích khách đầu tiên trong lịch sử Trung Quốc.

## Bại tướng
Tào Mạt là người nước Lỗ, là người có sức khoẻ. Vua Lỗ Trang Công (693 - 662 TCN) là người chuộng sức mạnh, nên cất ông làm tướng nước Lỗ.
Nước Lỗ là dòng dõi Chu Công, nước Tề là dòng dõi Khương Tử Nha, thời Xuân Thu đều là nước lớn. Dù có quan hệ thông gia nhưng cũng có hiềm khích và nhiều lần có chiến tranh qua lại ở biên giới hai bên.
Tào Mạt được Lỗ Trang Công cử làm tướng đánh nước Tề ba lần đều bị thua, bị mất nhiều đất đai về tay nước Tề.
Lỗ Trang Công sợ thế nước Tề mạnh, bèn hiến đất Toại ấp để cầu hoà. Vì yêu mến Tào Mạt, Trang Công vẫn không trị tội thua trận mà vẫn để Tào Mạt làm tướng như cũ.

## Doạ vua Tề
Tề Hoàn Công đang xây dựng nghiệp bá chủ, muốn các chư hầu phải thần phục mình. Tuy nhiên, theo ý kiến của Quản Trọng, vua Tề biết không thể dùng sức mạnh quân sự dàn trải để khuất phục tất cả các nước.
Khi Tề Hoàn Công hội chư hầu, Lỗ Trang Công căm nước Tề nên không đến dự. Vua Tề muốn đánh, nhưng theo lời Quản Trọng, bèn quyết định dùng lễ trước, nên đánh diệt nước Toại nhỏ bé bên cạnh nước Lỗ để doạ Lỗ, rồi viết thư sang Lỗ, hẹn Lỗ Trang Công ở ấp Kha để ăn thề.
Vua Lỗ lo lắng, biết không thể từ chối, bèn đi dự hội, hỏi ai có thể theo đi, Tào Mạt xin theo hầu. Trang Công hỏi ông về việc để 3 lần thua trận, ông nói:
Chỉ vì bị thua nước Tề ba lần nên tôi mới xin theo chúa công để rửa những điều nhục nhã đó!
Ban đầu Lỗ Trang Công sợ Tào Mạt làm mất thể diện, nhưng sau đó thấy Tào Mạt khẩn khoản, Trang Công bằng lòng
Đến ấp Kha, Hoàn Công và Trang Công đã thề ở trên đàn. Tào Mạt cầm chủy thủ đi theo hộ vệ vua Lỗ. Hai vua vừa làm lễ xong, Tào Mạt cầm chủy thủ bước sấn đến chỗ Tề Hoàn Công, nắm lấy tay áo đe doạ. Các quan hầu cận của Hoàn Công không ai dám động. Hoàn Công hỏi:
Nhà ngươi muốn gì?
Tào Mạt nói:
Tề mạnh, Lỗ yếu, nước lớn xâm phạm nước Lỗ đã quá lắm. Nay thành nước Lỗ nếu sụp đổ thì đè cả đất Tề, nhà vua liệu đấy!
Quản Trọng vội đứng lại che chắn cho vua Tề và khuyên vua Tề nhận lời.
Tề Hoàn Công bèn hứa trả tất cả đất đai đã chiếm đoạt trước cho Lỗ. Nói xong, Tào Mạt ném chủy thủ xuống đàn, ngoảnh mặt về hướng Bắc đến chỗ đứng của bầy tôi, sắc mặt không thay đổi, nói năng vẫn ôn hoà như thường.
Tề Hoàn Công tức giận, muốn bỏ điều hứa. Quản Trọng nói:
Không nên, nếu tham cái lợi nhỏ để cho thỏa thích mình, bỏ tín nghĩa đối với chư hầu, thì mất sự giúp đỡ của thiên hạ. Chi bằng cứ cho là hơn.
Hoàn Công bèn trả lại những đất Lỗ đã bị Tề xâm chiếm, các đất đai đã mất sau ba lần Tào Mạt đánh thua đều được trao lại cho nước Lỗ.
Tào Mạt tuy không đâm chém, làm vua Tề bị sát thương nhưng cũng được xem là thích khách. Lòng dũng cảm của ông được đời sau truyền tụng. Tề Hoàn công giữ lời hứa với nước Lỗ nên được các chư hầu thần phục, trở thành bá chủ chư hầu đầu tiên thời Xuân Thu.